# Dhaura Tanda
Dhaura Tanda is een nagar panchayat (plaats) in het district Bareilly van de Indiase staat Uttar Pradesh. 

## Demografie
Volgens de Indiase volkstelling van 2001 wonen er 20.494 mensen in Dhaura Tanda, waarvan 52% mannelijk en 48% vrouwelijk is. De plaats heeft een alfabetiseringsgraad van 47%.